# Камил Глик
Камил Яцек Глик (на полски: Kamil Jacek Glik), роден на 3 февруари 1988 г. в Ястшембе-Здруй, е полски футболист, който играе като защитник. Състезател на полския Краковия.